# Thiais
Thiais és un municipi francès, situat al departament de la Vall del Marne i a la regió de l'Illa de França. L'any 1999 tenia 28.232 habitants.
Forma part del cantó de Thiais i del districte de L'Haÿ-les-Roses. I des del 2016, de la divisió Grand-Orly Seine Bièvre de la Metròpoli del Gran París.